# Итте, Сильвен
Сильвен Итте (фр. Sylvain Itté) — французский дипломат.

## Биография
Сильвен Итте родился 20 марта 1959 в Бамако, Мали, и до 6 лет рос в различных странах Африки. Затем он жил в нескольких европейских странах, включая Германию, где начал профессиональную карьеру во французском военном правительстве в Берлине в 1985 году. Окончил Региональный институт управления Лилля со степенью магистра государственного управления.

### Карьера
Итте начал работу в Министерстве иностранных дел Франции в 1988 году. С 1991 по 1993 год он работал техническим советником в кабинете министерства обороны, а затем занимал должность заместителя генерального консула Франции в Сан-Паулу, Бразилия. Занимал должность начальника Центрального управления гражданского состояния Министерства иностранных дел, а затем стал руководителем аппарата и советником министра сотрудничества и франкофонии.
Назначался на должности генерального консула Франции в Мадриде, Испания, а затем советника посольства Франции в Камеруне.
- В 2006–2009 годах — генеральный директор французского департамента по международному сотрудничеству и делам французских граждан за рубежом.
- В 2009–2012 годах — генеральный консул Франции в Сан-Паулу (Бразилия).
- В 2012–2013 годах — заместитель министра иностранных дел Франции.
- С 30 сентября 2013 по 26 июля 2016 — чрезвычайный и полномочный посол Франции в Уругвае[1][2].
- С 27 сентября 2016 по 12 октября 2020 — чрезвычайный и полномочный посол Франции в Анголе[3][4].
- В 2020–2022 годах — специальный посланник Франции по общественной дипломатии в Африке.

28 сентября 2022 года Итте был назначен на должность посла Франции в Нигере, и 7 октября вручил верительные грамоты президенту Нигера Мохамеду Базуму.
В июле 2023 года, во время работы Итте на посту посла в Нигере в стране произошёл военный переворот, когда Национальный совет по охране Родины взял на себя контроль над правительством. 25 августа 2023 года, в разгар последовавшего международного кризиса, военная хунта Нигера объявила его персоной нон грата и приказала покинуть страну в течение 48 часов, в ответ на действия Франции, «противоречащие интересам» Нигера. Министерство иностранных дел Франции отвергло данное требование, заявив, что хунта не является легитимной властью и поэтому не имеет полномочий выдвигать подобные запросы. Президент Франции Эмманюэль Макрон заявил, что несмотря на истечение срока ультиматума со стороны участников переворота, Итте остаётся на своём посту в Нигере. Вскоре, 31 августа суд Ниамея аннулировал дипломатический иммунитет и визу Итте, в частности у его семьи, и министерству внутренних дел Нигера был отдан приказ принять все необходимые меры для того, чтобы выдворить его из страны. 24 сентября президент Макрон объявил об отзыве посла и всех дипломатов в Нигере. 27 сентября Итте покинул Ниамей и вернулся в Париж. 
После отзыва из Нигера Итте написал книгу о своём дипломатическом опыте «Au cœur de la diplomatie française en Afrique» (с фр. — «В центре французской дипломатии в Африке»), выход которой изначально планировался на март 2024 года. Однако в январе 2024 года публикацию книги Итте пришлось отложить, из-за неодобрения МИД Франции по включению в неё потенциально конфиденциальной информации.
С 5 июля 2024 года — чрезвычайный и полномочный посол Франции в Колумбии.

### Личная жизнь
Женат, имеет четверых детей. Владеет английским, португальским, испанским и немецким языками.